# Otmar Hasler
Otmar Hasler (Vaduz, 1953. szeptember 28. –) Liechtenstein miniszterelnöke 2001 és 2009 között. 2001. április 5-én iktatták be hivatalába, amit előtte Mario Frick töltött be. Ezen kívül ő volt 1993 és 1995 között a Fortschrittliche Bürgerpartei (Haladás Polgári Párt) elnöke. Hivatali ideje alatt lényegi hatalmat kapott a fejedelem a miniszterelnöki jogkörökből. Otmar Haslert 2009-ben helyettese váltotta, Klaus Tschütscher, aki 2013-ig töltötte be ezen pozíciót, őt Adrian Hasler követte.

## Élete
Hasler Svájcban, a Fribourgi Egyetemen tanult, és középiskolai tanári diplomát szerzett. 1979 és 2001 között tanárként dolgozott Liechtensteinben, az escheni középiskolában. Otmar Hasler felesége Traudi Hasler (szül. Hilti), négy gyermeke van. Miniszterelnökké történő megválasztása előtt Otmar Hasler különböző politikai tisztségeket töltött be. Több ízben a Landtag alelnöke (1994, 1996-2001) és elnöke (1995) is volt. 1993 és 1995 között a Haladás Polgári Párt elnökeként is tevékenykedett, azóta tagja a párt elnökségének.
2001. április 5-én vette át elődjétől, Mario Fricktől a miniszterelnökséget, miután pártja 25 parlamenti mandátumból 13-at elnyert a 2001. februári liechtensteini parlamenti választásokon, a szavazatok 49,9 százalékával. 2005-ben a párt újra győzelmet aratott, de elveszítette abszolút többségét.
2001-2005 közötti hivatali ideje alatt Hasler a miniszterelnöki poszt mellett a pénzügyeket, az építőipart, valamint a családi és az esélyegyenlőségi minisztériumot is vezette. Második hivatali idején a miniszterelnökséget, a pénzügyminisztériumot és az építőipari minisztériumot vezette. Kormányfőként az FBP és a VU koalíciós kormányát vezette, amelyet 2005 áprilisában hoztak létre. Miután VU lett a legerősebb párt lett a 2009. február 8-i választásokon, Hasler bejelentette lemondását kormányfői tisztségéről.

## Fordítás
Ez a szócikk részben vagy egészben  az   Otmar Hasler című német Wikipédia-szócikk fordításán alapul.  Az eredeti cikk szerkesztőit annak laptörténete sorolja fel. Ez a jelzés csupán a megfogalmazás eredetét és a szerzői jogokat jelzi, nem szolgál a cikkben szereplő információk forrásmegjelöléseként.